# جورج لاكومب
جورج لاكومب (بالفرنسية: Georges Lacombe)‏ هو مخرج فرنسي، ولد في 19 أغسطس 1902 في باريس في فرنسا، وتوفي في 14 أبريل 1990 في كان في فرنسا.

## وصلات خارجية
- جورج لاكومب على موقع IMDb (الإنجليزية)
- جورج لاكومب على موقع ألو سيني (الفرنسية)
- جورج لاكومب على موقع أول موفي (الإنجليزية)
- جورج لاكومب على موقع قاعدة بيانات الأفلام السويدية (السويدية)
- جورج لاكومب على موقع قاعدة بيانات الفيلم (الإنجليزية)
- جورج لاكومب على موقع كينوبويسك (الروسية)